# Apollinare di Valence
Apollinare (Vienne, 453 circa – Valence, 520 circa) è stato vescovo di Valence tra il V e il VI secolo ed è venerato come santo dalla Chiesa cattolica.

## Biografia
Apollinare nacque a Vienne attorno al 453; era figlio di sant'Isicio (o Esechio), vescovo di Vienne, e fratello di sant'Avito, successore del padre sulla cattedra di Vienne. Discepolo di san Mamerto, divenne vescovo di Valence nell'ultimo decennio del V secolo. È storicamente documentato in due occasioni, per la sua partecipazione al concilio di Epaon nel 517, e al concilio di Lione, celebrato in epoca imprecisata tra il 516 e il 523. È invece da escludere la sua partecipazione al concilio (o colloquio) di Lione del 499, perché i suoi atti sono frutto di una falsificazione, opera del sacerdote oratoriano Jérôme Vignier nel XVII secolo. La morte di Apollinare è tradizionalmente posta attorno al 520.
Di sant'Apollinare resta una Vita, che si pretende scritta da un contemporaneo, ma che, secondo gli editori delle Monumenta Germaniae Historica, che ne pubblicarono un'edizione critica, è una invenzione di epoca carolingia. Secondo questo racconto, Apollinare governò la sua chiesa per 34 anni. Nell'ultimo periodo avrebbe fatto un viaggio a Arles e a Marsiglia, dove conobbe personalmente san Cesario. Di sant'Apollinare è rimasta la corrispondenza che ebbe col fratello Avito.

## Culto
I resti del santo vescovo subirono diverse traslazioni, finché nella seconda metà dell'XI secolo furono deposte nella chiesa che da lui prese il nome di Sant'Apollinare, e che oggi è la cattedrale di Valence. Le sue reliquie furono disperse dai Calvinisti nel XVI secolo.
Sant'Apollinare è commemorato nel Martirologio geronimiano al 5 ottobre, e da qui passò poi nel Martirologio Romano, che nel nuovo testo riformato a norma dei decreti del concilio Vaticano II, lo ricorda con queste parole: